# ايمانويل بيريا
ايمانويل بيريا (بالإسبانية: Emmanuel Perea)‏ هو لاعب كرة قدم أرجنتيني في مركز الوسط، ولد في 8 أبريل 1985 في سان ميغيل دي توكومان في الأرجنتين. لعب مع أتلتيكو جونيور وسانتياغو واندررز ونادي ألميرانته براون.

## وصلات خارجية
- ايمانويل بيريا على موقع قاعدة بيانات كرة القدم.إي يو (الإنجليزية)
- ايمانويل بيريا على موقع Soccerway.com (الإنجليزية)